# Fight Fever
Fight Fever, conocido en Corea como Wang Jung Wang (왕중왕, encendió. "El Rey de Reyes"), es un videojuego de lucha en 2 dimensiones lanzado en 1994 para el sistema arcade Neo-Geo muy similar a Street Fighter. Este juego tiene la particularidad de ser el primer y único título coreano creado y lanzado para Neo Geo, además de ser el primer juego desarrollado y lanzado por el editor coreano de juegos de SNK, Viccom (빅콤).

## Jugabilidad
La jugabilidad de Fight Fever es similar a otros títulos en 2D de la época, especialmente a Fatal Fury 2 y Art of Fighting, ambos de SNK. De hecho, él juego se basa en el estilo gráfico de Fatal Fury 2 mientras que utiliza el motor gráfico de Art of Fighting. Hay 8 personajes para seleccionar y dos jefes jugables (el primer jefe solo es jugable en el modo de dos jugadores). El objeto del juego es para ganar dos partidos siendo el mejor de tres. Cada personaje tiene un conjunto de movimientos además de dos perforadoras básicas y chuts. Cada personaje también tiene un movimiento super llamado "Movimiento de Peligro", los cuales son similares al Desperation Move de Fatal Fury 2. Los jugadores también tienen la capacidad de burlarse de otros, pero juegos diferentes como Art of Fighting, esto no tiene ningún efecto y de hecho dejaría el jugador abre a ataques.
Hay dos bonus games que recompensa al jugador con puntos, dependiendo de cual exitoso sea el jugador en cada uno de ellos. El primer juego es un juego que rompe ladrillo que requiere prensado rápido del Un botón. El segundo juego de bonificación requiere el jugador para romper los tableros aguantaron arriba por los entrenadores que revientan fuera de los lados izquierdos y correctos. Ambos juegos de bonificación eran también en Capcom  1987 juego de arcade, Street Fighter, así como uno de ellos también en Midway 1992 juego de arcade, Mortal Kombat y los de Art of Fighting.

## Personajes
- Han Baedal - El protagonista del juego. Un exponente de taekwondo quién aparece para ser un cruce entre Ryu de Street Fighter y Ryo Sakazaki de Art of Fighting.
- Miyuki - Una bailarina y único personaje femenino del juego.
- Rophen Heimer - Un alemán barman y artista marcial.
- Magic Dunker - Un jugador de baloncesto quién es probablemente un homenaje a Magic Johnson.
- Golrio - Un gordo indigenous guerrero brasileño con la capacidad de echar bolas de fuego y espín alrededor deprisa contra sus adversarios.
- Nick Comando - Un soldado enmascarado grande quiénes puede lanzar granadas y embestir contra el enemigo.
- Chintao - Un monje marcial chino.
- Kim Hoon - Una paleta-editar, semi-clon y rival de Han Baedal.
- Maestro Taekuk - Un viejo maestro de taekwondo quiénes pueden extender fuera de sus armas y cerrar de golpe el adversario.
- Kárate Kenji - El jefe final del juego. Su seijuu es Masaki Usui, quién también le puso la voz a Ryo Sakazaki de la serie Art of Fighting y a Haohmaru de la serie Samurai Shodown.

## Desarrollo
Viccom fue fundado en Daejeon, Corea del Sur en el año 1991 por el presidente Kim Jaehoon (김재훈) y dirigido por presidente Kim Kap-hwan (김갑환). En esta ciudad también se encontraban sus oficinas. Mientras que la biblioteca de Neo-Geo devenía exitosa en todo el mundo, SNK y Viccom devenía socios y publicados Neo-Geo títulos a Corea del Sur. Al mismo tiempo, Kim Kap-hwan pedido algunas herramientas de desarrollo y personal de SNK para crear y liberación Wang Jung Wang en Corea del Sur y retitle lo tan Fight Fever para otras regiones. A pesar de que nunca fue un juego exitoso, algunos de sus elementos y conceptos, así como su nombre fue compartido en SNK posteriormente los juegos de lucha, más notablemente en la popular franquicia The King of Fighters, el cual su primer juego, The King of Fighters '94, fue desarrollado al mismo tiempo.